# 하이 다이내믹 레인지 텔레비전
하이 다이내믹 레인지 텔레비전(High-dynamic-range television, HDR-TV)은 높은 동적 범위(HDR)를 사용하여 디스플레이 신호의 품질을 개선하는 기술이다. 이는 소급하여 명명된 표준 동적 범위(SDR)와 대조된다. HDR은 비디오 및 이미지의 휘도와 색상이 신호에서 표현되는 방식을 변경하여 더 밝고 상세한 하이라이트 표현, 더 어둡고 상세한 그림자, 그리고 더 강렬한 색상을 가능하게 한다.
HDR은 호환되는 디스플레이가 더 높은 품질의 이미지 소스를 수신할 수 있도록 한다. 이는 디스플레이의 본질적인 속성(명도, 대비 (그림), 색상 기능)을 개선하지 않는다. 모든 HDR 디스플레이가 동일한 기능을 가지는 것은 아니며, HDR 콘텐츠는 사용되는 디스플레이에 따라 다르게 보일 수 있으며, 표준은 디스플레이 기능에 따라 필요한 변환을 지정한다.
HDR-TV는 이미지와 비디오의 동적 범위를 캡처 및 생성부터 저장, 배포 및 디스플레이까지 늘리는 종단 간 프로세스인 HDR 이미징의 일부이다. 종종 HDR은 넓은 색역(WCG) 기술과 함께 사용된다. WCG는 색역과 사용 가능한 고유한 색의 수를 늘린다. HDR은 각 색상에 사용 가능한 휘도의 범위를 늘린다. HDR과 WCG는 분리 가능하지만 상호 보완적인 기술이다. Rec. 2100 및 기타 일반적인 HDR 사양에 따라 표준 준수 HDR 디스플레이는 WCG 기능도 갖추고 있다.
텔레비전 세트에서 HDR의 사용은 2010년대 후반에 시작되었다. 2020년까지 대부분의 고급 및 중급 TV는 HDR을 지원했으며, 일부 보급형 모델도 지원했다. HDR-TV는 이제 대부분의 새로운 텔레비전의 표준이다.
HDR10, HDR10+, 돌비 비전, HLG를 포함한 여러 가지 HDR 형식이 있다. HDR10은 가장 일반적인 형식이며 모든 HDR TV에서 지원된다. 돌비 비전은 장면별 마스터링과 같은 몇 가지 추가 기능을 제공하는 더 고급 형식이다. HDR10+는 돌비 비전과 유사하지만 로열티 프리인 최신 형식이다. HLG는 일부 TV 방송사에서 사용하는 방송 HDR 형식이다.

## 설명
HDR 이전에 디스플레이 충실도 개선은 일반적으로 픽셀 수량, 밀도(해상도) 및 디스플레이의 프레임 레이트를 늘림으로써 달성되었다. 반면 HDR은 기존 개별 픽셀의 인지된 충실도를 향상시킨다. 브라운관(CRT)의 노후화 이후 화면 및 디스플레이 기술이 크게 발전했음에도 불구하고, 표준 동적 범위(SDR)는 여전히 오래된 CRT의 특성에 기반을 두고 있으며 이에 의해 제한된다.
SDR 형식은 최대 약 100 니트의 휘도 수준을 표현할 수 있다. HDR의 경우 이 수치는 약 1,000~10,000 니트로 증가한다. HDR은 더 어두운 검정 수준과 더 포화된 색을 표현할 수 있다. 가장 일반적인 SDR 형식은 Rec. 709/sRGB 색역으로 제한되는 반면, 일반적인 HDR 형식은 넓은 색역(WCG)인 Rec. 2100을 사용한다.
실제로 HDR은 항상 그 한계까지 사용되는 것은 아니다. HDR 콘텐츠는 종종 더 많은 기능을 갖춘 형식으로 저장되더라도 최대 명도가 1,000 또는 4,000 니트, P3-D65 색상으로 제한된다. 콘텐츠 제작자는 HDR 기능을 어느 정도 활용할지 선택할 수 있다. 콘텐츠가 HDR 형식으로 제공되더라도 SDR의 한계에 스스로를 제한할 수 있다.
HDR의 이점은 디스플레이 기능에 따라 달라지며, 이는 다양하다. 현재 어떤 디스플레이도 HDR 형식에서 표현될 수 있는 최대 명도 및 색상 범위를 재현할 수 없다.

### 이점
하이라이트(이미지의 가장 밝은 부분)는 더 밝고, 더 다채롭고, 더 상세하게 표현될 수 있다. 더 큰 밝기 용량은 전체 이미지의 밝기를 높이지 않고도 작은 영역의 밝기를 높이는 데 사용될 수 있으며, 예를 들어 반짝이는 물체의 밝은 반사, 어두운 밤 장면의 밝은 별, 그리고 밝고 다채로운 빛 방출 물체(예: 불, 일몰)를 만들어낸다.
그림자 또는 로우라이트(이미지의 가장 어두운 부분)는 더 어둡고 더 상세하게 표현될 수 있다.
WCG가 사용되면 이미지의 다채로운 부분은 훨씬 더 다채로울 수 있다.
HDR 비디오에 자주 귀속되는 색상 역동성과 더 넓은 색상 범위는 사실 WCG의 결과이다. 이는 소비자들이 HDR과 WCG를 서로 혼동하거나 상호 교환 가능한 것으로 취급하면서 상당한 혼란을 초래했다. HDR 디스플레이는 일반적으로 WCG를 가지며 WCG를 가진 디스플레이는 일반적으로 HDR이 가능하지만, 하나가 다른 하나를 의미하지는 않는다; WCG를 가진 SDR 디스플레이도 있다. 일부 HDR 표준은 WCG를 준수 조건으로 명시한다. 어쨌든 HDR 디스플레이에서 WCG가 사용 가능하면 더 넓은 색상 범위로 인해 전체 이미지가 더 다채로울 수 있다.
HDR 비디오의 더 주관적이고 실용적인 이점으로는 장면 간의 더 현실적인 휘도 변화(예: 햇빛이 비치는 장면, 실내 장면, 야간 장면), 더 나은 표면 재료 식별, 그리고 2D 이미지에서도 더 나은 깊이 인식이 포함된다.

### 콘텐츠 제작자 의도의 보존
디스플레이의 기능이 HDR 콘텐츠에 표현된 모든 명도, 대비 (그림) 및 색상을 재현하기에 불충분할 때, 이미지는 디스플레이의 기능에 맞게 조정되어야 한다. 일부 HDR 형식(예: 돌비 비전 및 HDR10+)은 콘텐츠 제작자가 조정 방식을 선택할 수 있도록 한다. HDR10 및 하이브리드 로그 감마(HLG)와 같은 다른 HDR 형식은 이러한 가능성을 제공하지 않으므로, 콘텐츠 제작자의 의도가 기능이 낮은 디스플레이에서 보존되지 않을 수 있다.
최적의 품질을 위해 표준은 비디오를 상대적으로 어두운 환경에서 생성하고 시청할 것을 요구한다. 돌비 비전 IQ 및 HDR10+ Adaptive는 주변 조명에 따라 콘텐츠를 조정한다.

## 형식
2014년부터 HDR10, HDR10+, 돌비 비전, HLG를 포함한 여러 HDR 형식이 등장했다. 일부 형식은 로열티 프리이며 다른 형식은 라이선스를 필요로 한다. 형식마다 기능이 다르다.
돌비 비전과 HDR10+는 동적 메타데이터를 포함하는 반면, HDR10과 HLG는 그렇지 않다. 동적 메타데이터는 HDR 비디오를 최대한의 의도된 범위까지 재현할 수 없는 제한된 디스플레이에서 이미지 품질을 향상시키는 데 사용된다. 동적 메타데이터는 콘텐츠 제작자가 이미지가 조정되는 방식을 제어하고 선택할 수 있도록 한다.

### HDR10

HDR10 미디어 프로파일(일반적으로 HDR10으로 알려짐)은 소비자 기술 협회(CTA)가 2015년 8월 27일에 발표한 공개 HDR 표준이다. 이는 HDR 형식 중 가장 널리 사용되며, SDR 디스플레이와 하위 호환되지 않는다. 기술적으로 최대 피크 명도 10,000 니트로 제한되지만, HDR10 콘텐츠는 일반적으로 1000~4000 니트의 피크 명도로 마스터링된다.
HDR10에는 동적 메타데이터가 없다. HDR10 콘텐츠보다 낮은 색상 볼륨(예: 낮은 피크 명도 기능)을 가진 HDR10 디스플레이에서는 HDR10 메타데이터가 디스플레이가 비디오에 조정하는 데 도움이 되는 정보를 제공한다. 메타데이터는 각 개별 비디오에 대해 정적이며 일정하며, 콘텐츠가 정확히 어떻게 조정되어야 하는지 디스플레이에 알려주지 않는다. 디스플레이 기능, 비디오 메타데이터 및 최종 출력(즉, 비디오의 표현) 간의 상호 작용은 디스플레이에 의해 중재되며, 그 결과 원래 제작자의 의도가 보존되지 않을 수 있다.

### 돌비 비전

돌비 비전은 HDR 비디오를 위한 종단 간 생태계이며, 콘텐츠 제작, 배포 및 재생을 포괄한다. 동적 메타데이터를 사용하며 최대 10,000 니트의 휘도 수준을 표현할 수 있다. 돌비 비전 인증을 받으려면 콘텐츠 제작자를 위한 디스플레이가 최소 1,000 니트의 피크 휘도를 가져야 한다.

### HDR10+

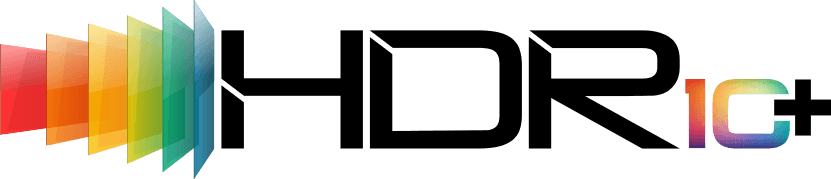

HDR10 플러스라고도 알려진 HDR10+는 2017년 4월 20일에 발표된 HDR 비디오 형식이다. 이는 HDR10과 동일하지만 삼성이 개발한 동적 메타데이터 시스템이 추가되었다. 콘텐츠 제작자는 무료로 사용할 수 있으며, 일부 제조업체에는 연간 최대 10,000달러의 라이선스 비용이 부과된다. 이는 돌비 비전의 대안으로 자리매김했으며, 동일한 비용이 들지 않는다.

### HLG
HLG 형식은 비디오 및 스틸 이미지에 사용할 수 있는 HDR 형식이다. HLG 전송 함수, Rec. 2020 원색 및 10비트의 색 깊이를 사용한다. 이 형식은 SDR UHDTV와는 하위 호환되지만, Rec. 2020 색상 표준을 구현하지 않는 구형 SDR 디스플레이와는 호환되지 않는다. 메타데이터를 사용하지 않으며 로열티 프리이다.

### PQ10 (PQ 형식)
PQ10은 때때로 PQ 형식이라고도 불리며, 비디오 및 스틸 이미지에 사용할 수 있는 HDR 형식이다. 메타데이터가 없다는 점을 제외하면 HDR10 형식과 동일하다. 지각 양자화기(PQ) 전송 함수, Rec. 2020 원색 및 10비트의 색 깊이를 사용한다.

### HDR Vivid
HDR Vivid는 중국 UHD 비디오 연합(CUVA)이 개발하여 2021년 3월에 출시한 HDR 형식이다. CUVA 005-2020에 표준화된 동적 메타데이터를 사용한다.

### 기타 형식
- 테크니컬러 어드밴스드 HDR: SDR과 하위 호환되도록 고안된 HDR 형식이다.[18] 2020년 12월 19일 기준 현재 이 형식으로 제공되는 상업용 콘텐츠는 없다.[18] SL-HDR1, SL-HDR2, SL-HDR3 중 하나를 지칭하는 일반적인 용어이다.[37]
- SL-HDR1 (단일 계층 HDR 시스템 파트 1)은 ST마이크로일렉트로닉스, 필립스 인터내셔널 B.V. 및 테크니컬러 R&D 프랑스가 공동 개발한 HDR 표준이다.[38] 2016년 8월 ETSI TS 103 433으로 표준화되었다.[39] SL-HDR1은 정적(SMPTE ST 2086) 및 동적 메타데이터(SMPTE ST 2094-20 필립스 및 2094-30 테크니컬러 형식 사용)를 사용하여 기존 SDR 배포 네트워크 및 서비스를 통해 전달될 수 있는 SDR 비디오 스트림에서 HDR 신호를 재구성함으로써 직접적인 하위 호환성을 제공한다. SL-HDR1은 단일 계층 비디오 스트림을 사용하여 HDR 장치에서는 HDR 렌더링을, SDR 장치에서는 SDR 렌더링을 허용한다.[39] HDR 재구성 메타데이터는 보조 개선 정보(SEI) 메시지를 사용하여 HEVC 또는 AVC에 추가될 수 있다.[39] 버전 1.3.1은 2020년 3월에 발행되었다.[40] 이는 감마 곡선을 기반으로 한다.
- SL-HDR2는 동적 메타데이터가 포함된 PQ 곡선을 사용한다.[41]
- SL-HDR3은 HLG 곡선을 사용한다.[42]
- 에클레어컬러 HDR은 전문 영화 환경에서만 사용되는 HDR 형식이다. 인증된 화면이나 프로젝터를 필요로 하며 이 형식은 거의 사용되지 않는다. 이는 감마 곡선을 기반으로 한다.[43]

### HDR 형식 비교
|             |             | HDR10                                           | HDR10+                                      | 돌비 비전 | HLG |
| ----------- | ----------- | ----------------------------------------------- | ------------------------------------------- | --- | --- |
| 개발        | 개발        | CTA                                             | 삼성                                        | 돌비 | NHK 및 BBC |
| 연도        | 연도        | 2015                                            | 2017                                        | 2014 | 2015 |
| 비용        | 비용        | 무료                                            | 무료 (콘텐츠 회사) 연간 라이선스 (제조업체) | 독점 | 무료 |
| 색 공간     |             |                                                 |                                             | | |
| 전송 함수   | 전송 함수   | PQ                                              | PQ                                          | - PQ (대부분의 프로필에서) - SDR (프로필 4, 8.2, 9에서) - HLG (프로필 8.4에서)                                                | HLG |
| 색 깊이     | 색 깊이     | 10 비트                                         | 10 비트 (또는 그 이상)                      | 10 비트 (또는 FEL 사용 시 12 비트)                                                                                            | 10 비트 |
| 최대 휘도   | 기술적 한계 | 10,000 니트                                     | 10,000 니트                                 | 10,000 니트 | 가변 |
| 최대 휘도   | 콘텐츠      | 규칙 없음 1,000 - 4,000 니트 (일반적)           | 규칙 없음 1,000 - 4,000 니트 (일반적)       | (최소 1,000 니트) 4,000 니트 일반적                                                                                           | 1,000 니트 일반적 |
| 색상 기본색 | 기술적 한계 | Rec. 2020                                       | Rec. 2020                                   | Rec. 2020 | Rec. 2020 |
| 색상 기본색 | 콘텐츠      | P3-D65 (일반적)                                 | P3-D65 (일반적)                             | 최소 P3-D65 | P3-D65 (일반적) |
| 기타 특징   |             |                                                 |                                             | | |
| 메타데이터  | 메타데이터  | - 정적                                          | - 정적 - 동적 - 자동 생성                   | - 정적 - 동적 - 자동 생성 - 수동 생성 트리밍                                                                                  | 없음 |
| 하위 호환성 | 하위 호환성 | 없음                                            | - HDR10                                     | 프로필 및 호환성 수준에 따라 다름: - 호환성 없음 - SDR - HDR10 - HLG - 울트라 HD 블루레이 (추가 제한이 있는 HDR10을 의미)     | - Rec. 2020을 지원하는 SDR 디스플레이 (예: UHD-TV) |
| 참고        | 참고        | PQ10 형식은 메타데이터가 없는 HDR10과 동일하다. |                                             | 돌비 비전의 기술적 특성은 사용되는 프로필에 따라 다르지만, 모든 프로필은 돌비 비전 동적 메타데이터를 사용하는 HDR을 지원한다. | HLG 하위 호환성은 BT.2020 색 공간을 해석할 수 있는 SDR UHDTV 디스플레이에 적합하다. BT.709 색도만 해석할 수 있는 기존 SDR 디스플레이에는 적합하지 않다. |
| 출처        | 출처        | [ 19 ] [ 7 ] [ 6 ]                              | [ 49 ] [ 50 ] [ 7 ] [ 6 ]                   | [ 45 ] [ 51 ] [ 47 ] [ 6 ] [ 52 ] [ 7 ] [ 53 ]                                                                                | [ 5 ] [ 29 ] [ 48 ] [ 6 ] |

#### 내용주
1. ↑  12비트는 10비트 기본 레이어와 10비트 향상 레이어를 결합하여 재구성함으로써 달성된다. 현재 프로필은 4K 비디오에 대해 1920x1080 향상 레이어만 허용한다.[45][46]
2. 1 2  돌비 비전과 HDR10+의 동적 메타데이터는 동일하지 않다.

## 디스플레이
향상된 동적 범위를 가진 TV 세트와 기존 SDR/LDR 비디오/방송 콘텐츠의 역 톤 매핑을 통한 업스케일링은 2000년대 초부터 예상되었다. 2016년, SDR 비디오의 HDR 변환은 삼성의 HDR+( LCD TV 세트) 및 테크니컬러 SA의 HDR 지능형 톤 관리를 통해 시장에 출시되었다.
2018년 현재, 고급 소비자용 HDR 디스플레이는 최소 짧은 시간 또는 화면의 작은 부분에서 1,000 cd/m2의 휘도를 달성할 수 있으며, 이는 일반 SDR 디스플레이의 250-300 cd/m2와 비교된다.
적어도 하나의 HDR 형식을 지원하는 비디오 인터페이스에는 2015년 4월에 출시된 HDMI 2.0a와 2016년 3월에 출시된 디스플레이포트 1.4가 포함된다. 2016년 12월 12일, HDMI는 HLG 지원이 HDMI 2.0b 표준에 추가되었다고 발표했다. HDMI 2.1은 2017년 1월 4일에 공식적으로 발표되었으며, 장면별 또는 프레임별로 변경을 지원하는 동적 메타데이터인 다이내믹 HDR을 지원한다.

### 호환성
2020년 현재, 어떤 디스플레이도 HDR 형식의 전체 명도 및 색상 범위를 렌더링할 수 없다. 디스플레이가 HDR 콘텐츠를 수용하고 디스플레이 특성에 매핑할 수 있다면 HDR 디스플레이라고 불리며, 따라서 HDR 로고는 콘텐츠 호환성에 대한 정보만 제공하고 디스플레이 기능에 대한 정보는 제공하지 않는다.
대부분의 에지라이트 LED 디스플레이와 같이 전역 디밍을 사용하는 디스플레이는 HDR 콘텐츠의 고급 대비 (그림)를 표시할 수 없다. 일부 디스플레이는 OLED 및 풀 어레이 LED 백라이팅과 같은 로컬 디밍 기술을 구현하여 고급 대비 (그림)를 더 적절하게 표시한다.

### 인증

#### VESA DisplayHDR
VESA의 DisplayHDR 표준은 HDR 사양의 차이를 소비자가 더 쉽게 이해할 수 있도록 시도한다. 이 표준은 주로 컴퓨터 모니터와 랩톱에 사용된다. VESA는 일련의 HDR 레벨을 정의한다; 이들 모두 HDR10을 지원해야 하지만, 모두 10비트 디스플레이를 지원해야 하는 것은 아니다. DisplayHDR은 HDR 형식이 아니라 주어진 모니터에서 HDR 형식과 그 성능을 확인하는 도구이다. 가장 최근의 표준은 2019년 9월에 도입된 DisplayHDR 1400이며, 이를 지원하는 모니터는 2020년에 출시되었다. DisplayHDR 1000과 DisplayHDR 1400은 주로 비디오 편집과 같은 전문 작업에 사용된다. DisplayHDR 500 또는 DisplayHDR 600 인증을 받은 모니터는 SDR 디스플레이에 비해 눈에 띄는 개선을 제공하며 일반 컴퓨팅 및 게임에 더 자주 사용된다.
|                           | 최소 최대 휘도 (밝기, cd/m2) | 색상 범위 (색역) | 최소 색 깊이      | 일반적인 디밍 기술 | 최대 블랙 레벨 휘도 (밝기, cd/m2) | 최대 백라이트 조정 지연 시간 (비디오 프레임 수) |
| ------------------------- | ---------------------------- | ---------------- | ----------------- | ------------------ | --------------------------------- | ----------------------------------------------- |
| DisplayHDR 400            | 400                          | sRGB             | 8 비트 (24-비트)  | 화면 수준          | 0.4                               | 8                                               |
| DisplayHDR 500            | 500                          | WCG*             | 10-비트 (30-비트) | 영역 수준          | 0.1                               | 8                                               |
| DisplayHDR 600            | 600                          | WCG*             | 10-비트 (30-비트) | 영역 수준          | 0.1                               | 8                                               |
| DisplayHDR 1000           | 1000                         | WCG*             | 10-비트 (30-비트) | 영역 수준          | 0.05                              | 8                                               |
| DisplayHDR 1400           | 1400                         | WCG*             | 10-비트 (30-비트) | 영역 수준          | 0.02                              | 8                                               |
| DisplayHDR 400 True Black | 400                          | WCG              | 10-비트 (30-비트) | 픽셀 수준          | 0.0005                            | 2                                               |
| DisplayHDR 500 True Black | 500                          | WCG              | 10-비트 (30-비트) | 픽셀 수준          | 0.0005                            | 2                                               |
| DisplayHDR 600 True Black | 600                          | WCG              | 10-비트 (30-비트) | 픽셀 수준          | 0.0005                            | 2                                               |

#### 기타 인증
UHD Alliance 인증:
- 울트라 HD 프리미엄[71]
- 모바일 HDR 프리미엄: 모바일 장치용.[71][72]

## 기술적 세부 사항
HDR은 주로 PQ 또는 HLG 전송 함수의 사용을 통해 달성된다. WCG는 Rec. 2020 원색까지 HDR과 함께 일반적으로 사용된다. 확장된 밝기 범위에서 밴딩이 보이지 않도록 10 또는 12비트의 색 깊이가 사용된다. 경우에 따라 디스플레이의 명도, 대비 (그림) 및 색상의 다양성을 처리하기 위해 추가 메타데이터가 사용된다. HDR 비디오는 Rec. 2100에 정의되어 있다.

### 색 공간

#### ITU-R Rec. 2100
Rec. 2100은 1080p 또는 UHD 해상도, 10비트 또는 12비트 색상, HLG 또는 PQ 전송 함수, 전체 또는 제한된 범위, Rec. 2020 넓은 색역 및 YCBCR 또는 ICTCP를 색 공간으로 사용하는 HDR 콘텐츠의 제작 및 배포를 위한 ITU-R의 기술 권장 사항이다.

#### 전송 함수
SDR은 CRT 특성을 기반으로 하는 감마 보정 전송 함수를 사용하며 약 100 니트까지의 휘도 수준을 나타내는 데 사용된다. HDR은 전통적인 감마 곡선 대신 새로 개발된 PQ 또는 HLG 전송 함수를 사용한다. 감마 곡선이 10,000 니트까지 확장되었다면 밴딩을 피하기 위해 15비트의 비트 심도가 필요했을 것이다.
HDR 전송 함수:
- PQ, 또는 SMPTE ST 2084,[75]는 HDR을 위해 개발된 전송 함수로, 최대 10,000 cd/m2의 휘도 수준을 나타낼 수 있다.[76][77][78][79] 이는 HDR 비디오 형식(돌비 비전,[80][45] HDR10[19] 및 HDR10+[49])의 기반이며 HDR 스틸 이미지 형식에도 사용된다.[81] PQ는 SDR과 하위 호환되지 않는다. 12비트로 인코딩된 PQ는 눈에 보이는 밴딩을 생성하지 않는다.
- HLG는 NHK와 BBC가 개발한 전송 함수이다.[82] SDR의 감마 곡선과 하위 호환되며, HLG로 알려진 HDR 형식의 기반이다.[28] HLG 전송 함수는 돌비 비전 프로필 8.4 및 HDR 스틸 이미지 형식과 같은 다른 비디오 형식에서도 사용된다.[45][83][84] HLG는 로열티 프리이다.[85]

#### 원색
HD 비디오용 SDR은 Rec. 709(sRGB와 동일)에 지정된 시스템 색도(원색의 색도 및 화이트 포인트)를 사용한다. SD용 SDR은 BT.601, SMPTE 170M 및 BT.470에서 언급된 여러 다른 원색을 사용했다.
HDR은 일반적으로 WCG(BT.709보다 넓은 시스템 색도)와 관련이 있다. Rec. 2100(HDR-TV)은 Rec. 2020(UHDTV)에 사용되는 것과 동일한 시스템 색도를 사용한다. HDR10, HDR10+, 돌비 비전 및 HLG와 같은 HDR 형식도 Rec. 2020 색도를 사용한다.
HDR 콘텐츠는 일반적으로 P3-D65 디스플레이에서 그레이딩된다.
| 색 공간   | 색도 좌표 (CIE, 1931) | 색도 좌표 (CIE, 1931) | 색도 좌표 (CIE, 1931) | 색도 좌표 (CIE, 1931) | 색도 좌표 (CIE, 1931) | 색도 좌표 (CIE, 1931) | 색도 좌표 (CIE, 1931) | 색도 좌표 (CIE, 1931) | 색도 좌표 (CIE, 1931) |        |    |    |
| 색 공간   | 원색                  | 원색                  | 원색                  | 원색                  | 원색                  | 원색                  | 화이트 포인트         | 화이트 포인트         | 화이트 포인트         |        |    |    |
| 색 공간   | xR                    | yR                    | xG                    | yG                    | xB                    | yB                    | 화이트 포인트         | 화이트 포인트         | 화이트 포인트         | 이름   | xW | yW |
| --------- | --------------------- | --------------------- | --------------------- | --------------------- | --------------------- | --------------------- | --------------------- | --------------------- | --------------------- | ------ | -- | -- |
| 색 공간   | Rec. 709              | 0.64                  | 0.33                  | 0.30                  | 0.60                  | 0.15                  | 0.06                  | D65                   | 0.3127                | 0.3290 |    |    |
| sRGB      |                       | 0.64                  | 0.33                  | 0.30                  | 0.60                  | 0.15                  | 0.06                  | D65                   | 0.3127                | 0.3290 |    |    |
| DCI-P3    | 0.680                 | 0.320                 | 0.265                 | 0.690                 | 0.150                 | 0.060                 | P3-D65 (디스플레이)   | 0.3127                | 0.3290                |        |    |    |
| DCI-P3    | 0.680                 | 0.320                 | 0.265                 | 0.690                 | 0.150                 | 0.060                 | P3-DCI (극장)         | 0.314                 | 0.351                 |        |    |    |
| DCI-P3    | 0.680                 | 0.320                 | 0.265                 | 0.690                 | 0.150                 | 0.060                 | P3-D60 (ACES 시네마)  | 0.32168               | 0.33767               |        |    |    |
| Rec. 2020 | 0.708                 | 0.292                 | 0.170                 | 0.797                 | 0.131                 | 0.046                 | D65                   | 0.3127                | 0.3290                |        |    |    |
| Rec. 2100 | 0.708                 | 0.292                 | 0.170                 | 0.797                 | 0.131                 | 0.046                 | D65                   | 0.3127                | 0.3290                |        |    |    |

Rec. 709 및 sRGB (SDR)
P3-D65 (일반 HDR 콘텐츠)
Rec. 2020 및 Rec. 2100 (HDR 기술적 한계)

#### 색 깊이
동적 범위가 증가했기 때문에 HDR 콘텐츠는 밴딩을 피하기 위해 SDR보다 더 많은 색 깊이를 사용해야 한다. SDR은 8비트 또는 10비트의 색 깊이를 사용하는 반면, HDR은 10비트 또는 12비트를 사용하며, 이는 PQ 또는 HLG와 같은 더 효율적인 전송 함수와 결합될 때 밴딩을 피하기에 충분하다.

#### 매트릭스 계수
Rec. 2100은 HDR-TV에 RGB, YCbCr 또는 ICTCP 신호 형식의 사용을 지정한다.
ICTCP는 HDR 및 넓은 색역(WCG)을 위해 돌비가 설계하고 Rec. 2100에 표준화된 색상 표현이다.
재구성 기능이 있는 IPTPQc2는 돌비의 독점 형식이며 ICTCP와 유사하다. 돌비 비전 프로필 5에서 사용된다.

#### 신호 색 공간
코딩 독립 코드 포인트(CICP)는 전송 함수, 원색 및 매트릭스 계수를 신호화하는 데 사용된다. ITU-T H.273 및 ISO/IEC 23091-2 모두에 정의되어 있다. PNG, AVC, HEVC 및 AVIF를 포함한 여러 코덱에서 사용된다. H.273 매개변수의 일반적인 조합은 ITU-T 시리즈 H 보충 19에 요약되어 있다.
|               | 코드 포인트 값 | 의미                                      |
| ------------- | -------------- | ----------------------------------------- |
| 전송 함수     | 1, 6, 14, 15   | SDR 감마 곡선                             |
| 전송 함수     | 16             | PQ                                        |
| 전송 함수     | 18             | HLG                                       |
| 원색          | 1              | Rec. 709 원색                             |
| 원색          | 9              | Rec. 2020 원색 Rec. 2100 원색             |
| 매트릭스 계수 | 0              | R'G'B'                                    |
| 매트릭스 계수 | 1              | Y'CbCr (Rec. 709용)                       |
| 매트릭스 계수 | 9              | Y'CbCr (Rec. 2020용) Y'CbCr (Rec. 2100용) |
| 매트릭스 계수 | 14             | ICtCp                                     |

### 메타데이터

#### 정적 메타데이터
정적 HDR 메타데이터는 전체 비디오에 대한 정보를 제공한다.
- SMPTE ST 2086 또는 MDCV (Mastering Display Color Volume): 마스터링 디스플레이의 색상 볼륨(즉, 원색, 화이트 포인트 및 최대 및 최소 휘도)을 설명한다. 이는 SMPTE에 의해 정의되었으며[10] AVC[95] 및 HEVC[96] 표준에도 정의되어 있다.
- MaxFALL (최대 프레임 평균 광 레벨)
- MaxCLL (최대 콘텐츠 광 레벨)

이러한 메타데이터는 HDR 콘텐츠가 콘텐츠보다 낮은 색상 볼륨(즉, 최대 명도, 대비 (그림) 및 색역)을 가진 HDR 소비자 디스플레이에 어떻게 적용되어야 하는지를 설명하지 않는다.

#### 동적 메타데이터
동적 메타데이터는 비디오의 각 프레임 또는 각 장면에 특화되어 있다.
돌비 비전, HDR10+ 및 SMPTE ST 2094의 동적 메타데이터는 마스터링 디스플레이와 다른 색상 볼륨을 가진 디스플레이에 콘텐츠를 표시할 때 어떤 색상 볼륨 변환이 적용되어야 하는지를 설명한다. 각 장면과 각 디스플레이에 최적화되어 있다. 이는 제한된 색상 볼륨을 가진 소비자 디스플레이에서도 창작자의 의도가 보존될 수 있도록 한다.
SMPTE ST 2094 또는 색상 볼륨 변환을 위한 동적 메타데이터(DMCVT)는 2016년 SMPTE가 6개 부분으로 발행한 동적 메타데이터 표준이다. 이는 HEVC SEI, ETSI TS 103 433, CTA 861-G에 포함되어 있다. DMCVT의 핵심 구성 요소는 SMPTE ST 2094-1에 정의되어 있다. DMCVT에는 네 가지 응용 프로그램이 포함된다:
- ST 2094–10 (돌비 래버러토리스), 돌비 비전에 사용된다.
- ST 2094–20 (필립스). 컬러 볼륨 재구성 정보(CVRI)는 ST 2094–20을 기반으로 한다.[39]
- ST 2094–30 (테크니컬러). 컬러 리매핑 정보(CRI)는 ST 2094-30을 준수하며 HEVC에 표준화되어 있다.[39]
- ST 2094–40 (삼성), HDR10+에 사용된다.

ETSI TS 103 572는 2020년 10월 ETSI가 발행한 HDR 신호 및 ST 2094–10 (돌비 비전) 메타데이터 전송을 위한 기술 사양이다.
HDR Vivid는 CUVA 005-2020에 표준화된 동적 메타데이터를 사용한다.

### 이중 계층 비디오
일부 돌비 비전 프로필은 기본 계층과 향상 계층으로 구성된 이중 계층 비디오를 사용한다. 돌비 비전 프로필(또는 호환성 수준)에 따라 기본 계층은 SDR, HDR10, HLG, 울트라 HD 블루레이 또는 가장 효율적인 IPTPQc2 색 공간의 다른 형식과 호환될 수 있으며, 이 색 공간은 전체 범위와 재구성을 사용한다.
ETSI GS CCM 001은 MMR(다변량 다중 회귀) 및 NLQ(비선형 양자화)를 포함한 이중 계층 HDR 시스템을 위한 복합 콘텐츠 관리 기능을 설명한다.

## 채택

### 지침

#### 울트라 HD 포럼 지침
UHD Phase A는 Full HD 1080p 및 4K UHD 해상도를 사용하여 SDR 및 HDR 콘텐츠를 배포하기 위한 울트라 HD 포럼의 지침 세트이다. 이는 샘플당 10비트의 색 깊이, Rec. 709 또는 Rec. 2020의 색역, 최대 60fps의 프레임 레이트, 1080p 또는 2160p의 디스플레이 해상도, 그리고 HLG 또는 PQ 전송 함수를 사용하는 표준 동적 범위(SDR) 또는 높은 동적 범위를 필요로 한다. UHD Phase A는 HDR을 최소 13스톱(213=8192:1)의 동적 범위를 가진 것으로 정의하고, WCG를 Rec. 709보다 넓은 색역을 가진 것으로 정의한다.
UHD Phase B는 120fps(및 120/1.001fps), HEVC Main12의 12비트 PQ(0.0001~10000니트에 충분함), 돌비 AC-4 및 MPEG-H 3D 오디오, DTS:X의 IMAX 사운드(2 LFE 포함)를 지원한다. 또한 ITU의 ICtCp 및 CRI도 추가된다.

### 스틸 이미지

#### HDR 이미지 형식
다음 이미지 형식은 HDR(Rec. 2100 색 공간, PQ 및 HLG 전송 함수, Rec. 2020 원색)과 호환된다:
- HEIC (HEVC 코덱 in HEIF 파일 형식)
- AVIF (AV1 코덱 in HEIF 파일 형식)
  - AVIF는 SDR과의 하위 호환성을 위해 이득 매핑 기술을 지원하지만, 현재 사용 가능한 인코더는 없다.[101]
- JPEG XR
- JPEG XL[102]
- HSP, CTA 2072 HDR 스틸 사진 인터페이스(파나소닉 카메라에서 HLG 전송 함수를 사용하여 HDR로 사진을 캡처하는 데 사용되는 형식)[83]

JPEG, JPEG 2000, PNG, WebP와 같은 다른 이미지 형식은 기본적으로 HDR을 지원하지 않는다. ICC 프로파일을 사용하여 지원할 수 있지만, 기존 응용 프로그램은 일반적으로 ICC 프로파일에 정의된 절대 휘도 값을 고려하지 않는다. W3C는 ICC PQ 프로필 방식을 포기하고 cICP를 사용하여 PNG에 HDR 지원을 추가했다.
ISO 21496-1은 SDR 형식에 HDR 정보를 추가하는 일반적인 방법을 정의한다. "게인 맵" 계층은 HDR 원본과 톤 매핑된 SDR 렌더링 간의 휘도 비율을 기록하여 SDR 계층과 이 맵에서 HDR 원본 신호를 (부분적으로) 재구성할 수 있도록 한다. 게인 맵을 지원하지 않는 소프트웨어는 대체 SDR 렌더링을 표시한다. ISO 21496-1은 어도비 "게인 맵"(구글 "울트라 HDR" 및 삼성 "슈퍼 HDR"로도 알려짐)과 애플 "게인 맵"을 통합한 것이다. 애플은 ISO 21496-1을 "어댑티브 HDR"이라고 부른다.

#### 스틸 이미지의 HDR 채택
애플: 아이폰 12 및 이후 모델은 스틸 이미지에 대해 앞서 언급된 "게인 맵" HDR 기술을 지원한다. IOS 18, IPadOS 18, macOS 15는 어댑티브 HDR로 마케팅되는 ISO 21496-1을 지원한다.
캐논: EOS-1D X 마크 III 및 EOS R5는 PQ 전송 함수, HEIC 형식(HEVC 코덱 in HEIF 파일 형식), Rec. 2020 원색, 10비트의 색 깊이 및 4:2:2 YCbCr 서브샘플링을 사용하여 Rec. 2100 색 공간으로 스틸 이미지를 캡처할 수 있다.틀:Excessive citations inline 캡처된 HDR 사진은 HDMI 케이블로 카메라를 HDR 디스플레이에 연결하여 HDR로 볼 수 있다. 캡처된 HDR 사진은 SDR JPEG(sRGB 색 공간)로 변환하여 모든 표준 디스플레이에서 볼 수도 있다. 캐논은 이러한 SDR 사진을 "HDR PQ-like JPEG"라고 부른다. 캐논의 디지털 포토 프로페셔널 소프트웨어는 캡처된 HDR 사진을 HDR 디스플레이에서는 HDR로, SDR 디스플레이에서는 SDR로 표시할 수 있다. 또한 HDR PQ를 SDR sRGB JPEG로 변환할 수도 있다.
구글: 안드로이드 14 및 이후 버전은 앞서 언급된 "울트라 HDR" 게인 맵 기술을 스틸 이미지에 지원한다. 이는 삼성에 의해 "슈퍼 HDR"로 마케팅된다. 안드로이드 15 및 이후 버전은 울트라 HDR과 ISO 21496-1을 동시에 인코딩한다. 크로미엄 기반 브라우저는 울트라 HDR과 ISO 21496-1을 지원한다.
파나소닉: 파나소닉의 S-시리즈 카메라(Lumix S1, S1R, S1H, S5 포함)는 HLG 전송 함수를 사용하여 HDR로 사진을 캡처하고 HSP 파일 형식으로 출력할 수 있다. 캡처된 HDR 사진은 HDMI 케이블로 카메라를 HLG 호환 디스플레이에 연결하여 HDR로 볼 수 있다. 파나소닉은 포토샵 CC에서 HLG 스틸 이미지(HSP)를 편집할 수 있는 플러그인을 출시했다. 또한 PC(윈도우 탐색기 및 macOS 파인더용)에서 HDR 이미지 썸네일을 표시하기 위한 플러그인도 출시했다.
퀄컴: 스냅드래곤 888 모바일 SoC는 10비트 HDR HEIF 스틸 사진 캡처를 허용한다.
소니: 소니 α7S III 및 α1 카메라는 HLG 전송 함수, HEIF 형식, Rec. 2020 원색, 10비트의 색 깊이 및 4:2:2 또는 4:2:0 서브샘플링을 사용하여 Rec. 2100 색 공간으로 HDR 사진을 캡처할 수 있다. 캡처된 HDR 사진은 HDMI 케이블로 카메라를 HLG 호환 디스플레이에 연결하여 HDR로 볼 수 있다.
기타:
- 크리타 5.0은 2021년 12월 23일에 출시되었으며, Rec. 2100 PQ 및 HLG 인코딩을 사용하는 HDR HEIF 및 AVIF 이미지에 대한 지원을 추가했다.[125][126]

### 웹
W3C에서는 웹을 HDR과 호환시키기 위한 작업이 진행 중이며, 여기에는 HDR 기능 감지 및 CSS의 HDR이 포함된다. 크롬과 사파리는 2024년에 대부분 이를 지원한다.

## 역사

### 2014
2014년 1월, 돌비 래버러토리스는 돌비 비전을 발표했다.
2014년 8월, PQ는 SMPTE ST 2084에서 표준화되었다.
2014년 10월, HEVC 사양에 PQ에 대한 코드 포인트가 통합되었다. 이전에는 첫 번째 버전에 샘플당 10비트를 지원하는 Main 10 프로필도 통합되었다.
2014년 10월, SMPTE는 SMPTE ST 2086에서 마스터링 디스플레이 색상 볼륨(MDCV) 정적 메타데이터를 표준화했다.

### 2015
2015년 3월, HLG는 ARIB STD-B67로 표준화되었다.
2015년 4월 8일, HDMI 포럼은 HDR 전송을 가능하게 하기 위해 HDMI 사양 버전 2.0a를 발표했다. 이 사양은 CEA-861.3을 참조하며, 이는 다시 SMPTE ST 2084(PQ 표준)를 참조한다. 이전 HDMI 2.0 버전은 이미 Rec. 2020 색 공간을 지원했다.
2015년 6월 24일, 아마존 비디오는 HDR10 형식을 사용하여 HDR 비디오를 제공하는 최초의 스트리밍 서비스였다.
2015년 8월 27일, 소비자 기술 협회는 HDR10을 발표했다.
2015년 11월 17일, 부두는 돌비 비전으로 제목을 제공하기 시작했다고 발표했다.

### 2016
2016년 3월 1일, 블루레이 디스크 협회는 HDR10의 필수 지원과 돌비 비전의 선택적 지원이 포함된 울트라 HD 블루레이를 출시했다.
2016년 4월 9일, 넷플릭스는 HDR10과 돌비 비전을 모두 제공하기 시작했다.
2016년 6월부터 9월까지 SMPTE는 SMPTE ST 2094에서 HDR용 여러 동적 메타데이터를 표준화했다.
2016년 7월 6일, 국제전기통신연합(ITU)은 HDR-TV용 이미지 매개변수를 정의하고 두 가지 HDR 전송 함수인 HLG와 PQ를 사용하는 Rec. 2100을 발표했다.
2016년 7월 29일, SKY Perfect JSAT 그룹은 10월 4일에 HLG를 사용하는 세계 최초의 4K HDR 방송을 시작할 것이라고 발표했다.
2016년 9월 9일, 구글은 돌비 비전, HDR10, HLG를 지원하는 안드로이드 TV 7.0을 발표했다.
2016년 9월 26일, 로쿠는 Roku Premiere+ 및 Roku Ultra가 HDR10을 사용하여 HDR을 지원할 것이라고 발표했다.
2016년 11월 7일, 구글은 유튜브가 HLG 또는 PQ로 인코딩할 수 있는 HDR 비디오를 스트리밍할 것이라고 발표했다.
2016년 11월 17일, 디지털 비디오 방송(DVB) 운영 위원회는 HLG와 PQ를 지원하는 HDR 솔루션으로 UHD-1 Phase 2를 승인했다. 이 사양은 DVB 블루북 A157로 발행되었으며 ETSI가 TS 101 154 v2.3.1로 발행했다.

### 2017
2017년 1월 2일, LG전자 미국 법인은 LG의 모든 SUPER UHD TV 모델이 돌비 비전, HDR10, HLG(하이브리드 로그 감마)를 포함한 다양한 HDR 기술을 지원하며 테크니컬러의 Advanced HDR을 지원할 준비가 되어 있다고 발표했다.
2017년 4월 20일, 삼성과 아마존은 HDR10+를 발표했다.
2017년 9월 12일, 애플은 HDR10 및 돌비 비전 지원과 함께 애플 TV 4K를 발표했으며, 아이튠즈 스토어에서 4K HDR 콘텐츠를 판매 및 대여할 것이라고 밝혔다.

### 2019
2019년 12월 26일, 캐논은 스틸 사진에 PQ 형식(PQ10)을 채택했다고 발표했다.

### 2020
2020년 10월 13일, 애플은 카메라 롤에서 직접 돌비 비전으로 비디오를 녹화하고 편집할 수 있는 최초의 스마트폰인 아이폰 12 및 아이폰 12 프로 시리즈를 발표했다. 아이폰은 HLG와 교차 호환되는 돌비 비전 프로필 8.4를 사용한다.

### 2021
2021년 6월, 파나소닉은 포토샵 CC용 플러그인을 발표하여 HLG 스틸 이미지 편집을 허용했다.

### 2022
2022년 7월 4일, 샤오미는 카메라 롤에서 직접 돌비 비전 비디오를 녹화할 수 있는 최초의 안드로이드 스마트폰인 샤오미 12S 울트라를 발표했다.

## 같이 보기
- 감마 보정

## 더 읽어보기
- HDR에 대해 이야기해야 할 때 - 요리 게츠켄스
- ITU-R 보고서 BT.2390 "제작 및 국제 프로그램 교환을 위한 고동적 범위 텔레비전", ITU가 HDR 전반에 대한 배경 정보와 Rec. 2100에 명시된 PQ 및 HLG HDR 신호 매개변수를 제공하는 보고서.